# 放射線物理学

放射線と物質との相互作用を表した図 (記号の意味は、―;粒子線、～;電磁波、○;電離作用)。上からアルファ線、ベータ線、ガンマ線、中性子線と物質との相互作用を表している。
荷電粒子線(ここではアルファ線、ベータ線)が物質に衝突すると電離が起こるが貫通力は小さい。アルファ線は放出したほうの核も運動エネルギーを持ち、反跳・リコイルなどと呼ばれる。ベータ線が電離させた電子もまた電離作用を有するがこれをデルタ線という。更にベータ線は減速に伴って制動放射が起こる。
一方、X線・ガンマ線や中性子線は電荷を持たないため、直接は電離作用をせず、間接的な電離作用も荷電粒子線に比べ小さいが、貫通力は大きい。中性子は水素などの軽元素と衝突すると反跳陽子(図中の赤丸)を生じ、この陽子が電離作用を持つ。非弾性散乱では衝突しただけでガンマ線を発生させる。また中性子捕獲が起きた場合にもガンマ線が放出される。

放射線物理学(ほうしゃせんぶつりがく、英: Radiation physics)とは、放射線と物質の相互作用を研究する物理学の分野である。
電離放射線が物質に照射されれば、ミクロの世界では（時にはマクロレベルでも）エネルギーのやりとりが発生し、原子・分子や原子核などが散乱したりエネルギーが吸収されたりして、分子結合を破壊したり、原子を励起・電離させたり、放射線の種類やエネルギーによっては原子核へも影響を及ぼす。

## 放射線の種類による相互作用の違い
放射線には大きく分けて電荷を持ったものと持たないものがあり、特に電荷を持った放射線の場合は物質との電磁相互作用が盛んであり、物質との相互作用で荷電粒子線がエネルギーを失うことを電離損失と呼んでいる。
とくに電子などの軽い荷電粒子線はこの電離損失よりも光を放射してエネルギーを失うこともあり、特にエネルギーが高くなるほどその傾向が強くなる。例えば制動放射、チェレンコフ放射、シンクロトロン放射などがそれである。
X線やガンマ線の場合は物質に当たると、放射線のエネルギーが低い順に、光電効果、コンプトン効果、対生成を引き起こす。更に高エネルギーのガンマ線では光核反応を引き起こす。
中性子線の場合は電荷が存在しないため物質の電子とは直接相互作用しないため電離作用はせず、おもに原子核と衝突することによってエネルギーを失っていく。中性子が衝突した原子核は弾き飛ばされこれも電荷や運動エネルギーを持っており(核爆発でも同じように核分裂生成物は放射線となり、ようは巨大なアルファ線のようなものである)、非弾性散乱の場合はガンマ線などを放射するため、二次的に電離を引き起こすことはある。衝突により失速し最終的に速度を失って中性子捕獲によって捉えられるか、中性子自体約10分の半減期を持っているため放射性崩壊により崩壊して陽子となる。